# Ніч (Мікеланджело)

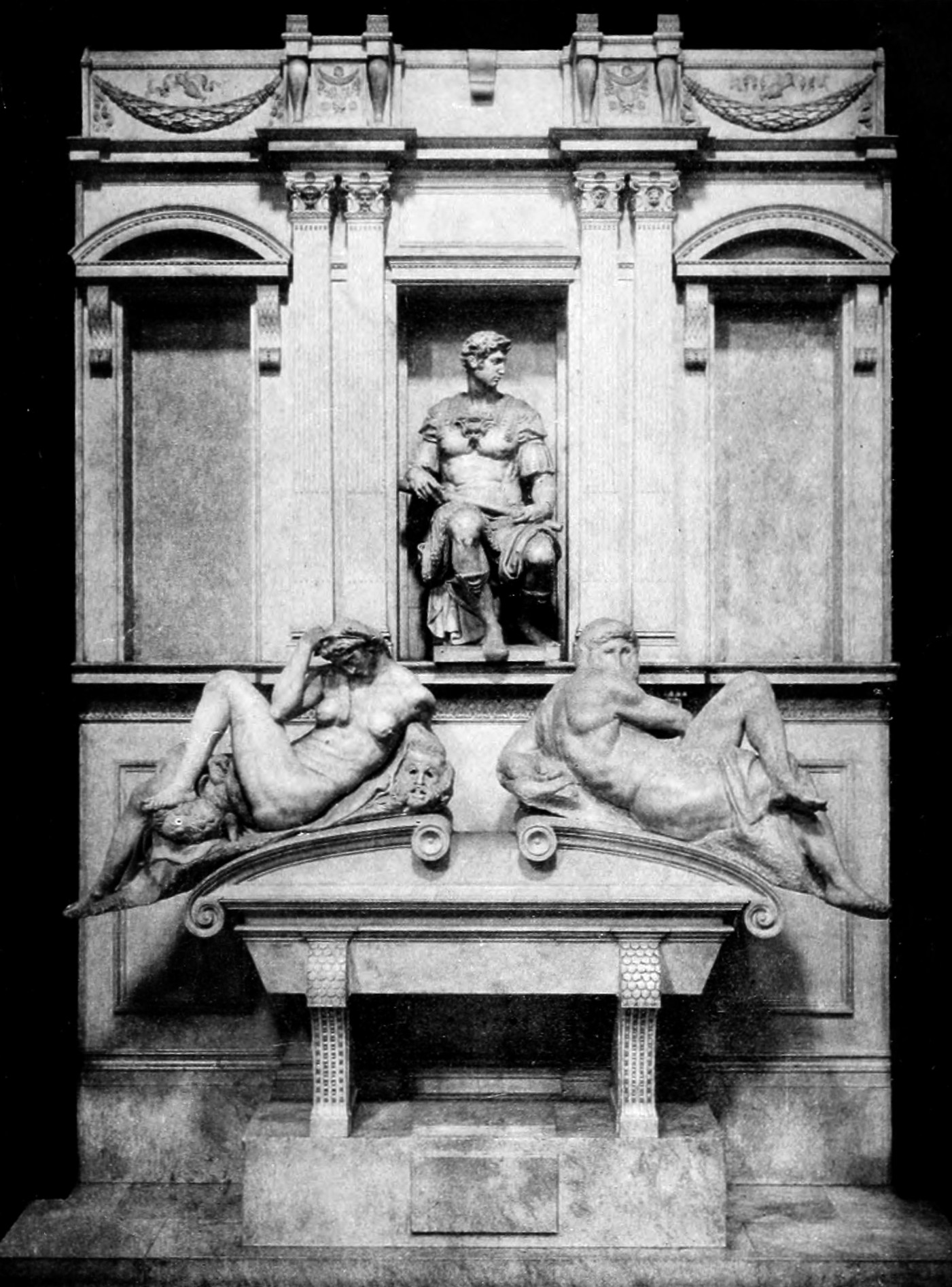
Нова сакристія церкви Сан Лоренцо. Надгробок Джуліано Медичі

«Ніч» (італ. Notte) — мармурова статуя, що зображує алегорію Ночі, створена італійським скульптором і художником Мікеланджело Буонарроті протягом 1526 — 1531 років. Статуя входить до композиції надгробку Джуліано Медичі у капелі Медичі. Це також єдина повністю завершена скульптура із алегорій.

## Історія створення

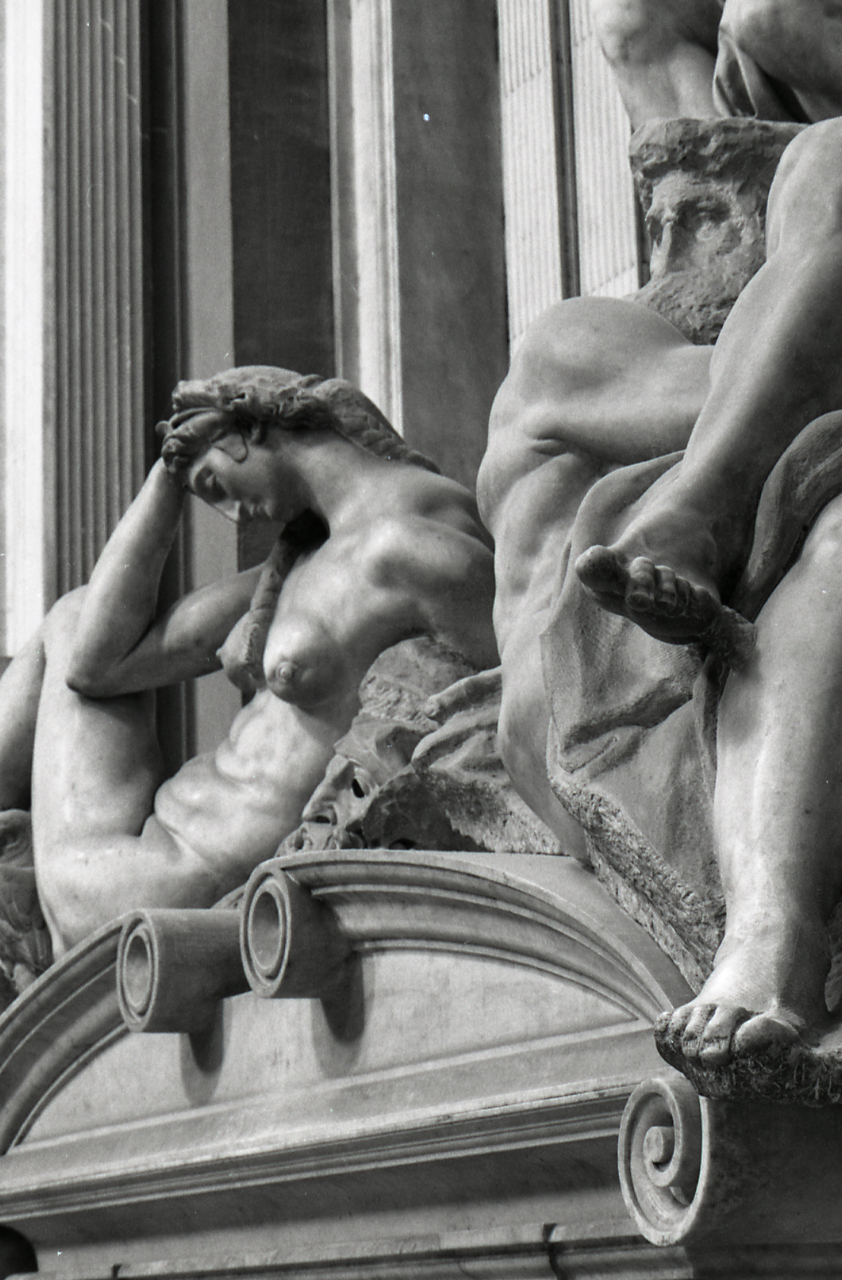
Фото Паоло Монті, 1975

Нова сакристія (ризниця) була задумана як меморіальна капела Джуліано Медичі, брата Папи Римського Лева, і Лоренцо, його племінника, які померли молодими. Це був задум Лева X, але замовником став папа Климент VII, інший член сім'ї Медичі, який активно підтримував цей проект.
Мікеланджело працював над статуєю протягом 1526 — 1531 років. За Ерпелем, остаточно статуя була дороблена 1531 року, разом із «Ранком». 1534 року Мікеланджело поїхав до Риму, не встановивши скульптур і не завершивши гробниці[а].

### Попередня модель скульптури
Збереглася теракотова модель для статуї, створена близько 1524 року. У моделі відсутня права рука нижче ліктя та права стопа. За попереднім задумом вираз обличчя скульптури мав бути м'якшим, що особливо виразно проявляється при порівнянні ліній очей, ніздрів та рота моделі й скульптури. Маска під лівою рукою більше звернена направо, і виконання самої кисті лівої руки відрізняються. Також великий палець лівої ноги у моделі лежить, а у статуї — спрямований вверх. Основною відмінністю моделі та скульптури є те, що спина моделі — повністю завершена, тоді як у мармурі — залишилася частково незавершеною, оскільки розташування статуї на гробниці не передбачало видимої тильної сторони[б].
Модель зберігається у колекції музею Вікторії та Альберта (Лондон).

## Опис
«Ніч» — це атлетична жінка, розташована на саркофазі зліва. Здається, що вона ледь втримується на похилій поверхні саркофагу, і може будь-якої миті з нього впасти. Її тіло вигнулося у неймовірно незручній позі, однак, вона сама зберігає надзвичайний спокій та безтурботність. Як пише Воллес, вона — «(…) ближче до божественного, а не до людського, до плоті, а не до мармуру (…) а відполірований полиск її шкіри нагадує загадкове сяйво місячного світла».
Вазарі писав про неї так:

| «(…) Тут бачиш не тільки спокій сплячого, але і сум втрати чогось великого і значного. Здається, що ця Ніч вкриває темрявою всіх, хто мріяв (…) тільки зрівнятися із Мікеланджело у скульптурі і в малюнку. У цій фігурі сон передано так, ніби ми й справді бачимо людину, що заснула»[8] |
«Ніч» — єдина із алегорій, що зображена із відповідними атрибутами темряви, сну та смерті: на голові у неї тіара чи діадема, із зіркою та півмісяцем; під зігнутою лівою ногою сидить сова, а під лівою рукою — маска. Нога Ночі спирається на жмут макових голівок.
Ерпель цитує слова німецького мистецтвознавця Германа Фрідріха Ґрімма: «(…) у фігурі є щось страхітливе»[в].

## Образ у мистецтві

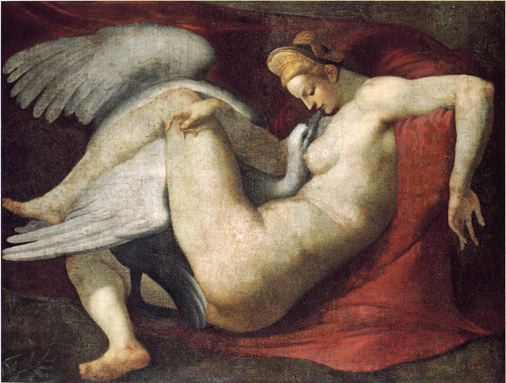
«Леда і лебідь» (копія за Мікеланджело, 16 ст., (Національна галерея, Лондон)

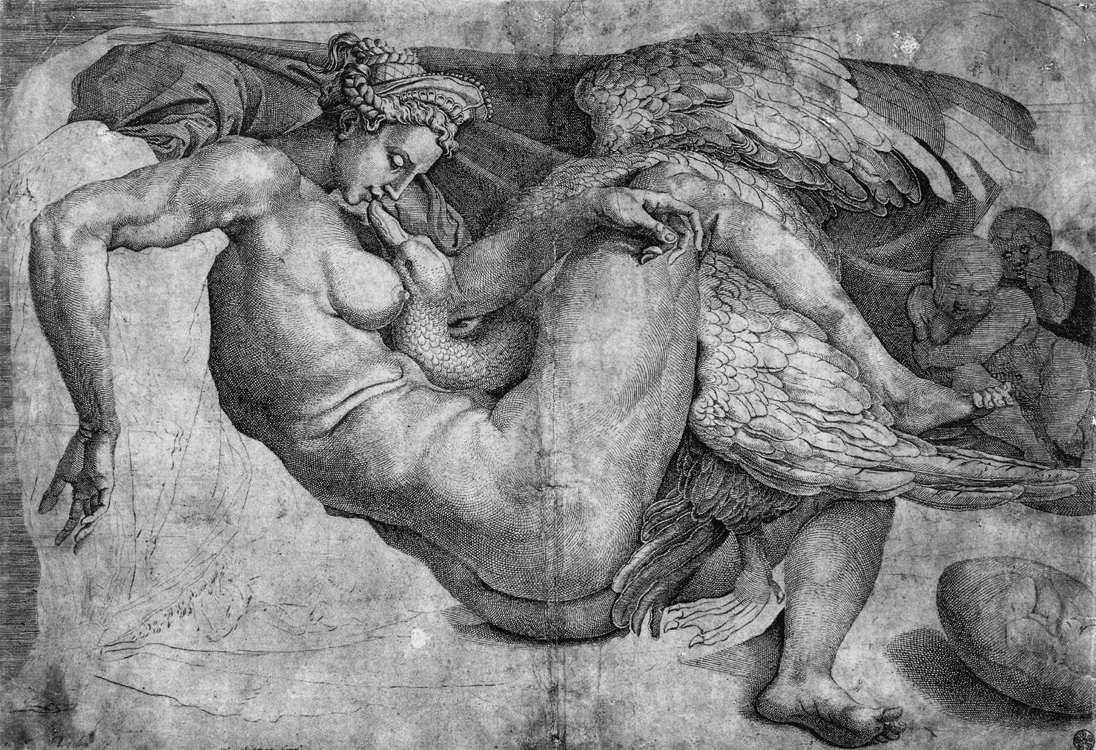
Корнеліс Бос. «Леда і лебідь» (гравюра за втраченим малюнком Мікеланджело, перша пол. 16 ст.)

Композиційно з цією статуєю  могла бути пов'язана  картина «Леда і лебідь», яка була завершена Мікеланджело ще у жовтні 1530 року. Ця робота, однак, збереглася тільки у копіях інших художників.
Ще за життя Мікеланджело його статуї присвячували вірші. Рядки флорентійського поета Джованні Баттіста Строцці, написані у середині 1540-их років, навів Вазарі у своїй книзі «Життєписи найславетніших живописців, скульпторів та архітекторів»:
Цю постать Ночі, дивну й чудову,

Що спить, лиш ангел міг її створити

З каміння і живу в сон занурити.

Не віриш? Розбуди, почуєш мову
La Notte, che tu vedi in sì dolci atti,

dormir, fu da un angelo scolpita

in questo sasso, e perchè dorme ha vita:

Destala, se nol credi, e parleratti
Дж. Баттіста Строцці
Вазарі також процитував віршовану відповідь сімдесятирічного скульптора на це, яка надала іншого, політичного трактування її образу:
Приємний сон. Камінням краще бути,

Коли панують сором і нещастя.

Не бачити, не чути — це є щастя.

Мовчи. Благаю, дай мені заснути
Caro m'è 'l sonno, e più l'esser di sasso,

mentre che 'l danno e la vergogna dura;

non veder, non sentir m'è gran ventura;

però non mi destar, deh, parla basso
Мікеланджело, «Відповідь „Ночі“»
Ці вірші ввійшли до сюїти (вокального циклу) для басу та фортепіано Дмитра Шостаковича (переклад — Абрама Ефроса)[г].
У біографічному романі Ірвінґа Стоуна «Муки і радості» (1961) підкреслено той факт, що Мікеланджело, окрім мадонн, жіночих статуй у мармурі до цього не робив, тому і «Ранок», і «Ніч» є особливими у його творчості. Про статую «Ніч» написано, що її фігура: «(…) могутня і чутлива (…): все ще молода, бажана, повна животворної сили, колиска людства; (…) тверді, зрілі груди, джерело їжі, величне стегно, рука, різко закинута за спину, щоб гордо виставити перси: мрія будь-якого чоловіка про прекрасне, щедре жіноче тіло, яке готове для сну? кохання? зачаття?».
У японському аніме-серіалі «Ерґо Проксі» (2006) усі чотири статуї-алегорії виступають радниками правителя міста Ромдо (Рим?). Скульптура «Ніч» — персоніфікація французького психоаналітика та психіатра Жака Лакана.

## Виноски
1. 1 2  Либман, 1964, с. 22.
2. 1 2  Эрпель, 1990, с. 14.
3. ↑  LeBrooy, 1972, с. 65.
4. 1 2  LeBrooy, 1972, с. 66.
5. ↑  LeBrooy, 1972, с. 67.
6. ↑  LeBrooy, 1972, с. 35.
7. 1 2 3  Wallace, 2010, с. 33.
8. 1 2 3  Вазарі, 1970, с. 346.
9. 1 2  Эрпель, 1990, с. 54.
10. ↑  Einem, 1973, с. 101.
11. ↑  Saslow, 1991, с. 419.
12. ↑  Дмитрий Шостакович. Сюита на слова Микеланджело Буонарроти для баса и фортепиано. Перевод А. Эфроса (рос.) . Архів оригіналу за 23 липня 2013. Процитовано 23 липня 2012.
13. ↑  Стоун, 1991, с. 667.
14. ↑  Irving Stone. The Agony and the Ecstasy (англ.) . www.scribd.com. с. 696. Архів оригіналу за 21 липня 2013. Процитовано 21 липня 2012. (…) sumptuously voluptuous (…): still young, fertile, desirable, cradle of men; (…) the hard ripe breasts, fount of sustenance, the magnificently robust thigh, the arm pulled sharply behind the back to turn the breast proudly outward: every man's dream of the beauteous, bounteous female body, ready for sleep? love? fecundation?
15. ↑  Візуальні цитати. ERGO PROXY SUM (рос.) . Архів оригіналу за 23 липня 2013. Процитовано 21 липня 2012.
16. ↑  Наталя Куликова (25 січня 2003). Медичі — символ епохи Відродження. Архів оригіналу за 23 липня 2013. Процитовано 19 липня 2012.
17. ↑  Gerard McBurney. Shostakovich, Dmitri: Suite on Verses of Michelangelo Buonarroti (англ.) . Архів оригіналу за 23 липня 2013. Процитовано 23 липня 2012.